# سان دور اینترنشنال ایرلاینز
سان دور اینترنشنال ایرلاینز (به انگلیسی: Sun D'Or International Airlines) یک شرکت هواپیمایی با کد یاتا LY است که در تاریخ ۱۹۷۷ میلادی تأسیس شده است. دفتر مرکزی سان دور اینترنشنال ایرلاینز در تل‌آویو، اسرائیل واقع شده‌است و قطب این شرکت هواپیمایی در فرودگاه بین‌المللی بن گوریون قرار دارد و به ۲۱ مقصد، پرواز مستقیم انجام می‌دهد.

## مقصدهای پروازی
بلاروس
- مینسک - فرودگاه بین‌المللی مینسک فصلی

 کرواسی
- زاگرب - فرودگاه زاگرب فصلی

 فرانسه
- گرونوبل - فرودگاه گرنوبل-ایزره فصلی
- پاریس - فرودگاه شارل دوگل پاریس

 آلمان
- مونیخ - فرودگاه مونیخ فصلی
- اشتوتگارت - فرودگاه اشتوتگارت فصلی (آغاز از ۵ ژوئیه ۲۰۱۶)[۱]

 گرجستان
- تفلیس - فرودگاه بین‌المللی تفلیس فصلی (آغاز از ۶ ژوئن ۲۰۱۶)[۱]

 یونان
- کورفو - فرودگاه بین‌المللی کورفو فصلی
- هراکلیون - فرودگاه بین‌المللی هراکلین فصلی
- رودس - فرودگاه بین‌المللی رود فصلی
- زاکینتوس - فرودگاه بین‌المللی زاکینثوس فصلی

 اسرائیل
- تل‌آویو - فرودگاه بین‌المللی بن گوریون قطب

 ایتالیا
- کاتانیا - فرودگاه کاتانیا-فونتاناروسا فصلی
- رم - فرودگاه لئوناردو دا وینچی-فیومیچینو فصلی
- تورین - فرودگاه تورین کاسله فصلی
- ورونا - فرودگاه ورونا فصلی

 لیتوانی
- ویلنیوس - فرودگاه بین‌المللی ویلنیوس فصلی

 هلند
- آمستردام - فرودگاه اسخیپول آمستردام فصلی

 لهستان
- کاتوویتس - فرودگاه بین‌المللی کاتوویتس فصلی
- ووچ - فرودگاه لودز لوبلینک فصلی

 پرتغال
- لیسبون - فرودگاه لیسبون پورتلا فصلی

 رومانی
- ترگو مورش - فرودگاه بین‌المللی ترگو مورش فصلی

 اسپانیا
- بارسلون - فرودگاه بارسلونا-ال پرات
- والنسیا - فرودگاه والنسیا (آغاز از ۴ آوریل ۲۰۱۶)

 سیشل
- فرودگاه بین‌المللی سیشل - فرودگاه بین‌المللی سیشل فصلی

## ناوگان هوایی

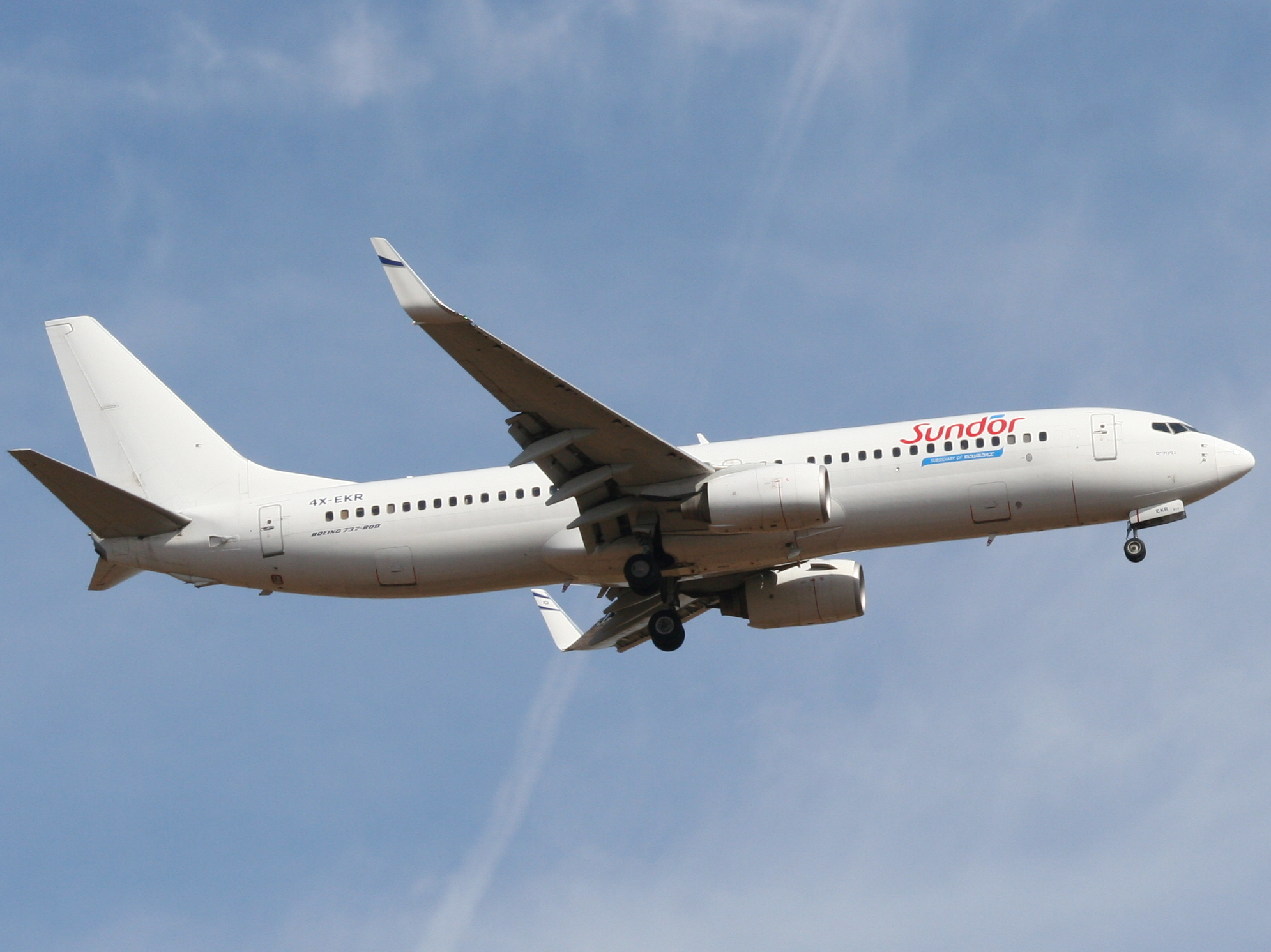
یک فروند بوئینگ ۷۳۷ نسل بعدی سان دور اینترنشنال ایرلاینز.

ناوگان هوایی سان دور اینترنشنال ایرلاینز به شرح زیر است: